# 粟米糖

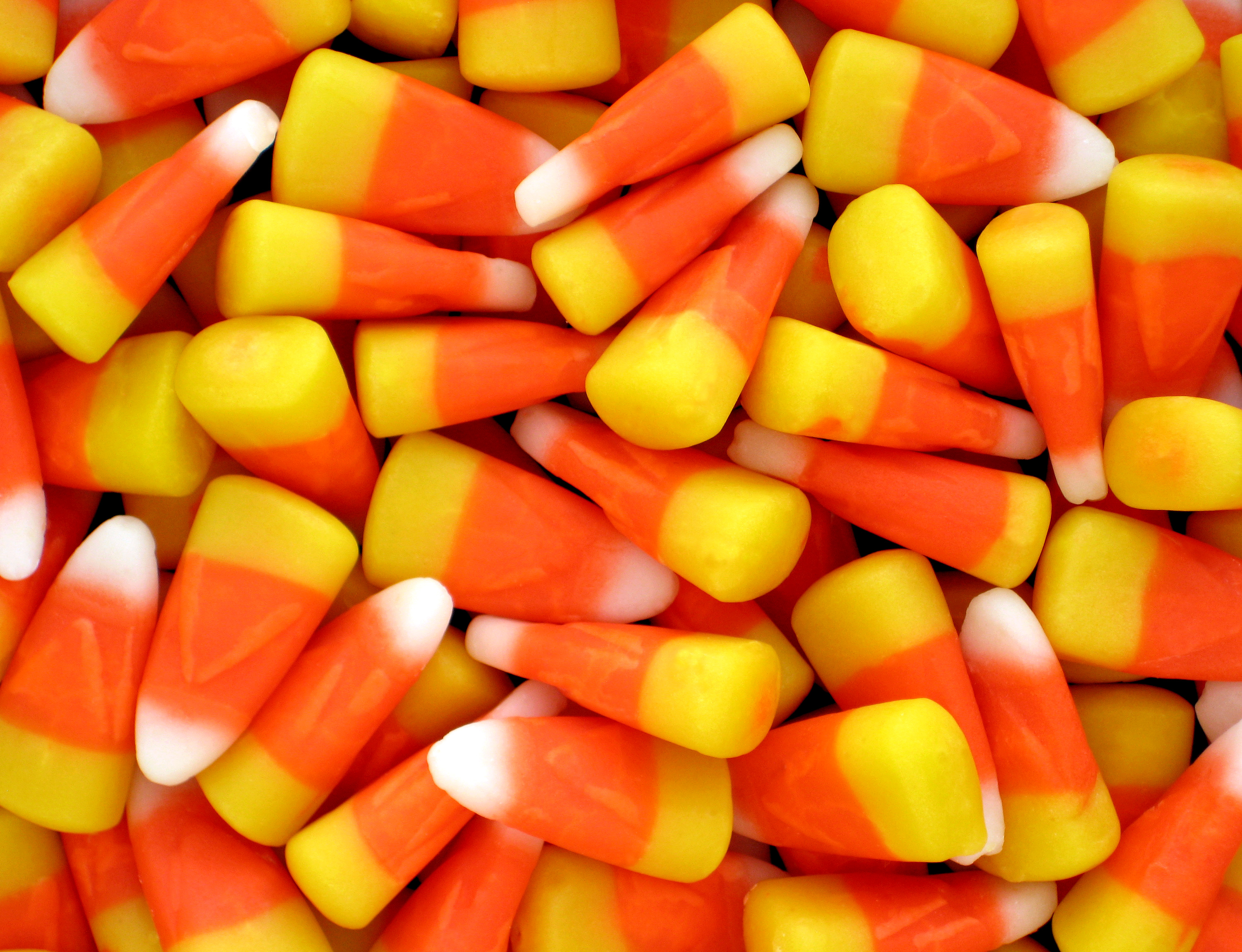
粟米糖

粟米糖是一种小型的金字塔形的糖果，通常每顆粟米糖上有三種颜色，分別是黄色、橙色和白色。粟米糖具有蜂蜜、糖、黄油和香草等风味。粟米糖在北美的秋季和萬聖夜期間比較流行。 